# Terje Olsen (Fußballspieler, 1970)
Terje Olsen (* 22. Dezember 1970) ist ein ehemaliger norwegischer Fußballspieler.

## Karriere
Olsen wechselte im Alter von 15 Jahren zu Bayer 04 Leverkusen. Beim Werksverein durchlief er unterschiedliche Jugendmannschaften, bevor er in der Saison 1988/89 in der Profimannschaft sein Debüt in der Bundesliga gab. Trainer Jürgen Gelsdorf hatte kurz vorher das Amt an der Seitenlinie übernommen. Am 28. Spieltag wurde Olsen in der 86. Spielminute vor heimischer Kulisse für Bum-kun Cha gegen den 1. FC Nürnberg eingewechselt. Das Spiel endete 3:0 für Bayer. 1991 wechselte er nach Norwegen zu Elverum Fotball.